# チョ・ハンソン
チョ・ハンソン（조 한선、趙 漢善、Jo Han-Sun、1981年6月17日 - ）は、韓国のタレント・映画俳優。血液型A型。身長187cm。Mysticストーリー所属。

## 人物・エピソード
- 最終学歴は弘益大学校産業スポーツ学科。中学から大学進学までサッカー（ゴールキーパー）をしていたが腰を負傷。その後、OBラガー「雨の中のゴールキーパー」のＣＭ（2001年）に抜擢され注目を浴び、モデル進出した。2002年MBCの青春ドラマ『ノンストップ3』で俳優デビューし、2005年『オオカミの誘惑』でスクリーンデビューを飾った。
- 映画『オオカミの誘惑』（2004年）の後、共演したカン・ドンウォンと付き合っているという噂が発生。その噂に対し、SBS『夜心萬萬』では、「僕も女性が好きなことを見せるために、ナイトクラブに行ったがむしろ裏目に出た」と言って収録現場を笑いの渦に巻き込んだ。
- 実弟のチョ・ハンジュン（조한준 Jo Han-Jun）は、韓国のモデル・タレント。映画『最高のパートナー（朝鮮語版）』(2008年)で、チョ・ハンソンが主人公ヨンジュンの成人期の役を、実弟のチョ・ハンジュンが高校時代の役をこなし、兄弟が映画で同一人物を演じるとして話題になった。
- 2010年1月9日午後6時ソウルのインペリアル・パレス・ホテルにて結婚式を挙げた。お相手は2歳年下で当時美術大学院生であった。2人は2007年知人の紹介で出会い、2年余り交際を重ね、ゴールイン。2010年4月29日午後10時頃、京畿道・盆唐の病院で、結婚3ヶ月目に第一子となる女の子を出産した。
- 2010年9月9日入隊。忠南論山に位置する論山陸軍訓練所へ入所し、4週間、基礎軍事訓練を受けた後、共益勤務要員として代替服務した。
- 2012年9月5日除隊。映画出演が決まっており、役はピアノが好きなヤクザで、「ピアノの練習をしなければ」とファンに向けて明るく報告をした。

## 出演作

### ドラマ
- ノンストップ3（2002年-2003年、MBC） - チョ・ハンソン役
- ナイスガイ（2003年、MBC） - カン・テピョン役
- 4月のキス（2004年、KBS） - カン・ジェソプ役
- 恋愛マニュアル〜まだ結婚したい女（2010年、MBC） - パク・ヒチョル役
- 3度結婚する女（2013年-2014年、SBS） - アン・グァンモ役
- 仮面（2015年、SBS） - キム・ジョンテ役
- これが人生！ケ・セラ・セラ（2016年、SBS） - ユ・セヒョン役
- ストーブリーグ（2019年-2020年、SBS） - イム・ドンギュ役
- ミス・リーは知っている（2020年、MBC） - イン・ホチョル役

### 映画
- オオカミの誘惑・・・バン・ヘウォン役（2004年）
- 連理の枝・・・イ・ミンス役（2006年）
- 熱血男児（朝鮮語版）・・・ムン・チグク役（2006年）
- 特別市の人々・・・イルナム役（2006年）・・2010年7月11日第24回福岡アジア映画祭でグランプリ受賞
- 最高のパートナー（朝鮮語版）・・・カン・ヨンジュン役（2008年）
- 甘いウソ（朝鮮語版）・・・パク・ドンシク役（2008年）・・2009年7月12日第23回福岡アジア映画祭で最優秀作品賞受賞
- 遺憾な都市・・・オートバイ男役（2009年友情出演）
- アタック・ザ・ガスステーション 2・・・ハイキック役（2010年）
- 男たちの挽歌 A BETTER TOMORROW・・・テミン役（2010年）

## MV
- チャン・ナラ ＜祈り＞<それ本当なの？>
- As one　<10だ>　＜12 Night＞
- KCM　<サヨナラ＆愛が来そうで>
- イ・スフン ＜告白＞
- Wax ＜女は愛を食べて＞
- パク・ヒョシン ＜遠いところで＞
- コ・ユジン＆火曜飛　＜ゴースト＞
- Freestyle　＜心からの言葉＞　＜恋愛＞　＜写真＞
- D.O.A　＜Yesterday＞

## CM
- OBビール 「OB Lager」
- 韓国コカコーラ 「スプライト」
- 韓国ネスレ 「Tasters Choice」
- 韓国ヤクルト
- ビザハット
- サムソン 「SM5」
- LITMUS
- ロッテ七星飲料 「セイロンティ」
- KTF 「Na」
- Basic House
- ロッテ製菓 「トロピカル　マンゴーバー」 「Natuur」 「ワールドコーン」
- 現代カード

## 受賞歴
- 2007年 第15回 春史大賞映画祭　男優助演賞（『熱血男児』）